# Trithecanthera scortechinii
Trithecanthera scortechinii är en tvåhjärtbladig växtart som först beskrevs av George King, och fick sitt nu gällande namn av Danser. Trithecanthera scortechinii ingår i släktet Trithecanthera och familjen Loranthaceae. Inga underarter finns listade i Catalogue of Life.